# Världsmästerskapen i skidskytte 2004
Världsmästerskapen i skidskytte 2004 avgjordes i Oberhof i Thüringen i Tyskland mellan 7 februari och 15 februari 2004. 
Det skrevs historia i detta mästerskap:
1. Norskan Liv Grete Poirée blev historisk då hon som första skidskytt tog 4 guld under samma mästerskap.
2. Fransmannen Raphaël Poirée blev historisk då han som förste skidskytt tog 5 medaljer under samma mästerskap.
3. Det var första gången som ett gift par tog guld för var sin nation.

## Medaljfördelning
| Nr | Land        | Guld | Silver | Brons | Totalt |
| -- | ----------- | ---- | ------ | ----- | ------ |
| 1  | Norge       | 4    | 2      | 3     | 9      |
| 2  | Frankrike   | 3    | 1      | 2     | 6      |
| 3  | Tyskland    | 2    | 3      | 2     | 7      |
| 4  | Ryssland    | 1    | 3      | 2     | 6      |
| 5  | Polen       | 0    | 1      | 0     | 1      |
| 6  | Vitryssland | 0    | 0      | 1     | 2      |
| 7  | Ukraina     | 0    | 0      | 1     | 1      |

Källa: Officiell webbplats
| Nr | Medaljör                    | Land      | Guld | Silver | Brons | Totalt |
| -- | --------------------------- | --------- | ---- | ------ | ----- | ------ |
| 1  | Liv Grete Poirée            | Norge     | 4    | 0      | 0     | 4      |
| 2  | Raphaël Poirée              | Frankrike | 3    | 1      | 1     | 5      |
| 3  | Ricco Gross                 | Tyskland  | 2    | 1      | 0     | 3      |
| 4  | Frank Luck                  | Tyskland  | 1    | 0      | 0     | 1      |
| 5  | Olga Pyljova                | Ryssland  | 1    | 1      | 0     | 2      |
| 6  | Gro Marit Istad-Kristiansen | Norge     | 1    | 0      | 0     | 1      |
| 6  | Gunn Margit Andreassen      | Norge     | 1    | 0      | 0     | 1      |
| 6  | Linda Tjørhom               | Norge     | 1    | 0      | 0     | 1      |
| 6  | Michael Greis               | Tyskland  | 1    | 0      | 0     | 1      |
| 6  | Sven Fischer                | Tyskland  | 1    | 0      | 0     | 1      |
| 11 | Anna Bogalij-Titovets       | Ryssland  | 0    | 2      | 1     | 3      |
| 12 | Albina Achatova             | Ryssland  | 0    | 2      | 0     | 2      |
| 12 | Lars Berger                 | Norge     | 0    | 2      | 0     | 2      |
| 14 | Ole Einar Bjørndalen        | Norge     | 0    | 1      | 3     | 4      |
| 15 | Katrin Apel                 | Tyskland  | 0    | 1      | 2     | 1      |
| 15 | Martina Glagow              | Tyskland  | 0    | 1      | 1     | 2      |

## Medaljörer

### Damer

#### Sprint 7 februari
7,5 km 
| Plac. | Namn                  | Land        | Tid     | Antal bom |
| ----- | --------------------- | ----------- | ------- | --------- |
|       | Liv Grete Poirée      | Norge       | 25.51,0 | 1 (1+0)   |
|       | Anna Bogalij-Titovets | Ryssland    | + 20,6  | 0 (0+0)   |
|       | Katerina Ivanova      | Vitryssland | + 53,2  | 1 (0+1)   |

#### Jaktstart 8 februari
10 km 
| Plac. | Namn                  | Land     | Tid*     | Antal bom   |
| ----- | --------------------- | -------- | -------- | ----------- |
|       | Liv Grete Poirée      | Norge    | 37.39,33 | 4 (0+0+1+3) |
|       | Martina Glagow        | Tyskland | + 21,3   | 3 (0+0+2+1) |
|       | Anna Bogalij-Titovets | Ryssland | + 1.01,3 | 5 (1+1+3+0) |

* - observera att tiden räknades från när första startande började

#### Distans 10 februari
15 km 
| Plac. | Namn            | Land     | Tid      | Antal bom   |
| ----- | --------------- | -------- | -------- | ----------- |
|       | Olga Pyljova    | Ryssland | 49.30,0  | 1 (0+0+0+1) |
|       | Albina Achatova | Ryssland | + 41,0   | 1 (1+0+0+0) |
|       | Olena Petrova   | Ukraina  | + 1.41,5 | 3 (0+2+0+1) |

#### Stafett 12 februari
4 x 6 km 
| Plac. | Land     | Lagmedlemmar                                                                      | Tid        | Antal bom   |
| ----- | -------- | --------------------------------------------------------------------------------- | ---------- | ----------- |
|       | Norge    | Linda Tjørhom Gro Marit Istad-Kristiansen Gunn Margit Andreassen Liv Grete Poirée | 1:16.59,88 | 0 (0+0+0+0) |
|       | Ryssland | Olga Pyljova Svetlana Isjmuratova Anna Bogalij-Titovets Albina Achatova           | + 1.08,2   | 0 (0+0+0+0) |
|       | Tyskland | Martina Glagow Katrin Apel Simone Denkinger Kati Wilhelm                          | + 1.18,6   | 2 (0+1+0+1) |

#### Masstart 14 februari
12,5 km 
| Plac. | Namn             | Land      | Tid      | Antal bom   |
| ----- | ---------------- | --------- | -------- | ----------- |
|       | Liv Grete Poirée | Norge     | 39.46,10 | 2 (0+0+2+0) |
|       | Katrin Apel      | Tyskland  | + 1.23,9 | 2 (0+0+0+2) |
|       | Sandrine Bailly  | Frankrike | + 2.05,7 | 3 (0+0+2+1) |

### Herrar

#### Sprint 7 februari
10 km 
| Plac. | Namn                 | Land      | Tid     | Antal bom |
| ----- | -------------------- | --------- | ------- | --------- |
|       | Raphaël Poirée       | Frankrike | 30.11,9 | 0 (0+0)   |
|       | Ricco Groß           | Tyskland  | + 9,1   | 0 (0+0)   |
|       | Ole Einar Bjørndalen | Norge     | + 45,0  | 2 (0+0)   |

#### Jaktstart 8 februari
12,5 km 
| Plac. | Namn                 | Land      | Tid*     | Antal bom   |
| ----- | -------------------- | --------- | -------- | ----------- |
|       | Ricco Groß           | Tyskland  | 38.53,83 | 1 (1+0+0+1) |
|       | Raphaël Poirée       | Frankrike | + 13,3   | 2 (0+1+0+1) |
|       | Ole Einar Bjørndalen | Norge     | +1.16,6  | 6 (0+2+2+2) |

* - observera att tiden räknades från när första startande började

#### Distans 12 februari
20 km 
| Plac. | Namn                 | Land      | Tid      | Antal bom   |
| ----- | -------------------- | --------- | -------- | ----------- |
|       | Raphaël Poirée       | Frankrike | 51.37,9  | 1 (0+0+0+1) |
|       | Tomas Sikora         | Polen     | + 55,5   | 1 (1+0+0+0) |
|       | Ole Einar Bjørndalen | Norge     | + 1.00,5 | 2 (1+1+0+0) |

#### Stafett 13 februari
4 x 7,5 km 
| Plac. | Land      | Lagmedlemmar                                                    | Tid        | Antal bom   |
| ----- | --------- | --------------------------------------------------------------- | ---------- | ----------- |
|       | Tyskland  | Frank Luck Ricco Groß Sven Fischer Michael Greis                | 1:17.50,39 | 0 (0+0+0+0) |
|       | Norge     | Halvard Hanevold Lars Berger Egil Gjelland Ole Einar Bjørndalen | + 15,7     | 2 (0+2+0+0) |
|       | Frankrike | Ferréol Cannard Vincent Defrasne Julien Robert Raphaël Poirée   | + 33,3     | 0 (0+0+0+0) |

#### Masstart 15 februari
15 km 
| Plac. | Namn             | Land      | Tid      | Antal bom   |
| ----- | ---------------- | --------- | -------- | ----------- |
|       | Raphaël Poirée   | Frankrike | 40.31,77 | 2 (1+0+1+0) |
|       | Lars Berger      | Norge     | + 32,4   | 5 (2+1+2+0) |
|       | Sergej Konovalov | Ryssland  | + 36,2   | 2 (0+1+0+1) |